# Kurt Knispel
Kurt Knispel (Zlaté Hory, 20 de setembro de 1921 — Vlasatice, 28 de abril de 1945) foi um alemão sudeta que serviu no Heer durante a Segunda Guerra Mundial, sendo o mais bem sucedido operador de carros de combate blindados, sendo atribuídos a ele um total de 168 veículos destruídos.
Knispel foi gravemente ferido em 28 de abril de 1945 por estilhaços na cabeça quando seu Tiger II foi atingido em uma batalha com tanques soviéticos e a munição explodiu. Ele morreu duas horas depois em um hospital de campanha alemão.
Em 10 de abril de 2013, autoridades checas disseram que os restos de Knispel foram encontrados com outros 15 soldados alemães atrás de uma parede da igreja em Vrbovec, identificados por suas chapas de identificação.

## Vida
Knispel nasceu em 1921 na região dos Sudetas (Tchecoslováquia). Depois de terminar a escola, fez um estágio em uma fábrica de automóveis.
Em 15 de maio de 1940, foi convocado para a 4ª Companhia do Panzer-Ersatz-Abteilung 15 em Żagań. Após o treinamento básico, ele foi treinado como um artilheiro para os tanques. Em outubro de 1940 foi transferido para o 3./29º Regimento Panzer, que estava subordinado à 12.ª Divisão Panzer. Lá ele foi treinado como carregador e artilheiro de um Panzer IV.
Como membro de uma tripulação do Panzer IV, Knispel participou da Frente Oriental com a 12.ª Divisão Panzer em 22 de junho de 1941. Inicialmente, a divisão foi atribuída ao Grupo de Exércitos Centro (Batalhas de Minsk e Smolensk), a partir de setembro, ao Grupo de Exércitos Norte, para apoiar o Cerco a Leninegrado. Durante a contra-ofensiva soviética no inverno de 1941–42, a divisão sofreu pesadas perdas e foi retirada para a Estônia para se refrescar. No decorrer das batalhas defensivas, Knispel conseguiu eliminar um grande número de tanques, caminhões e artilharia.
Em maio de 1942, a unidade de Knispel foi realocada de volta para a Alemanha e equipada lá com o novo Panzer IV F2. A unidade estava subordinada ao 3./Panzer-Regiment 4 da 13.ª Divisão Panzer. Com isso, Knispel participou da ofensiva de verão alemã Caso Azul a partir de agosto. Por seus sucessos (incluindo a destruição de 12 tanques inimigos), ele foi promovido a Unteroffizier e premiado com a Cruz de Ferro, 2ª classe. Desde 19 de novembro de 1942, ele foi tratado em um hospital de campanha perto de Naltchik por causa de uma doença.
Após a internação, ele completou um curso para o novo carro blindado VI Tiger. A partir de abril de 1943, ele estava sob a 1ª Companhia da Schweren Panzer-Abteilung 503. Pela destruição de 27 tanques inimigos durante a Batalha de Kursk, ele recebeu a Cruz de Ferro de 1ª classe. Em 20 de maio de 1944, ele foi condecorado com a Cruz Germânica em Ouro.
A partir de junho de 1944, Knispel comandou um veículo blindado VI Tiger II, com o qual foi usado na Frente Ocidental contra os Aliados que desembarcaram na Normandia naquele verão. Após uma atualização na Alemanha, a Schwere Panzer-Abteilung 503 foi realocada para a Hungria no início de outubro de 1944, onde foi usada contra a Batalha de Debrecen.
Um dia depois de ser promovido a sargento, Knispel sofreu um grave ferimento na cabeça causado por estilhaços em 28 de abril de 1945, quando seu Tiger II foi atingido enquanto lutava com tanques soviéticos e a munição que carregava explodiu. Ele morreu no hospital duas horas depois.
Knispel foi designado para um total de 168 tanques inimigos abatidos, dos quais 126 como artilheiro e 42 como comandante de tanque. Este é considerado o maior número de mortes por qualquer soldado durante a Segunda Guerra Mundial. Outras 30 mortes não foram confirmadas. Apenas a "corrida de tanques" alemã Michael Wittmann e Otto Carius conseguiram um número similarmente alto de mortes.

## Condecorações
- Cruz de Ferro (1939)
  - 2ª classe
  - 1ª classe
- Cruz Germânica em Ouro (20 de maio de 1944) como Unteroffizier no 503.º Batalhão Panzer Pesado[4]
- Distintivo Panzer em Prata